# Moyola River
Moyola River är ett vattendrag i Storbritannien.   Det ligger i riksdelen Nordirland, i den västra delen av landet, 500 km nordväst om huvudstaden London. Moyola River ligger vid sjön Lough Neagh.